# فاكهة وخضروات - وأشياء أخرى
الفاكهة والخضراوات وأشياء أخرى (بالإنجليزية: Fruits & Veggies – More Matters)‏  هي مبادرة قومية في الصحة العامة مقدمة من مؤسسة بروديوس للصحة أفضل (PBH) ومراكز مكافحة الأمراض واتقائها بغرض زيادة تناول الفاكهة والخضراوات للجمهور. وقد بدأت هذه الحملة في عام 2007 لتحل محل برنامج خمس في اليوم. حيث تم تطبيق التحول لهذا النظام من أجل تحسين فكرة توصيل أحدث الإرشادات المحدثة المتعلقة بالأنظمة الغذائية والتي توصي بأكثر من 5 وجبات من الفواكه والخضراوات  في اليوم.

## التفاصيل
نشرت وزارة الزراعة الأمريكية في يناير 2005 كتيب الإرشادات الخاصة بالأنظمة الغذائية للأمريكيين والذي يُوصي بضرورة تعدد وجبات الفاكهة والخضراوات بناء على عدد السعرات الحرارية التي يحتاجها الفرد – والتي تتراوح ما بين 4 و13 وجبة أو من 2 إلى 6.5 كوب يوميًا طبقًا. وقد أشارت الأبحاث إلى أن أكثر من 90 % من الأمريكيين لا يلتزمون بهذا القدر. وأنه حتى يتم تحقيق هذه التوصيات، يحتاج أغلبهم لأكثر من ضعف كمية الفاكهة والخضراوات التي يتناولها حاليًا. ومن ثم، فإن سد فجوة الاستهلاك تحتاج دعوة قومية للعمل. هذا وتقدم مبادرة الفاكهة والخضروات – وأشياء أخرى دعوة قومية للعمل صممت خصيصًا لتشجيع الأمريكان على أكل الفاكهة والخضراوات بكميات أكبر لتحسين صحتهم. للأ تناولهم الفاكهة والخضروات تفيد من خلال فيتاميناتها ،و كما تقلل في نفس لوقت من كمية النشويات واللحوم التي يتناولها الفرد فتتحسن صحته.
دشنت مؤسسة بروديوس للصحة أفضل موقعًا استهلاكيًا على شبكة الإنترنت في مارس 2007 يهدف إلى تعريف الجيل إكس بماهية حملة الفاكهة والخضراوات – وأشياء أخرى ومزايا تناول الفاكهة والخضراوات بشكل أكثر. بحيث يقدم موقع الفاكهة والخضراوات – وأشياء أخرى على الإنترنت معلومات حول التغذية ونصائح خاصة بالاختيار والتخزين ووصفات ونصائح خاصة بالتسوق وإعداد الطعام وإرشادات عن زيادة استهلاك المنتج مع توفير معلومات قيمة أخرى عن الفاكهة والخضراوات. كما يعرض أكثر من 300 فيلم وثائقي قصير حول كيفية فحص نضج الفاكهة والخضراوات ومختصر عن أساليب التخزين السليم وتقديم وصفات صحية وسريعة, فضلاً عن أنه يقدم روايات أخرى ممتعة ومفيدة عن الفاكهة والخضراوات.
تؤكد المبادرة على أنه من السهل زيادة تناول الفاكهة والخضراوات؛ لأن كل الأنواع (الطازجة والمجمدة والمعلبة والمجففة والعصائر الطبيعية 100 %) تكون مغذية. ويمكن رؤية شعار المبادرة على عبوات مختارة من الفاكهة والخضراوات الطازجة والمجمدة والمعلبة والمجففة والعصائر الطبيعية 100 % المتوفرة بالمتاجر.

## التاريخ
1991 - أنشأ المعهد الوطني للسرطان ومؤسسة بروديوس لصحة أفضل (PBH) برنامج خمسة في اليوم لصحة أفضل.
أكتوبر 2005 - أصبحت مراكز مكافحة الأمراض واتقائها هي الوكالة الفيدرالية الرئيسية والجهة الصحية القومية لبرنامج خمسة في اليوم لصحة أفضل.
مارس 2007 - أصبح برنامج خمسة في اليوم لصحة هو البرنامج القومي المعني بالفاكهة والخضراوات وأصبح اسم الحملة الجديد الفاكهة والخضراوات – وأشياء أخرى.